# 阿洪姆人
阿洪姆人，又译“阿洪人”、“阿豪姆人”，是泰民族在印度境内的分支。阿洪姆人的祖先是13世纪以后由中国云南德宏一带西迁的傣族，曾统治阿萨姆邦將近六个世纪。

## 历史
13世纪前，仅有少数泰语民族在阿萨姆地区（今属印度）生活。1215年由现今中国瑞丽为中心的地区的勐卯王国王子苏卡法带9千多人离开国土，1227年越过缅甸西北帕凯山进入雅鲁藏布江支流布里迪兴河。他没攻击当地土著而在当地种水稻与鼓励与土著摩兰人和布拉希人结婚，阿洪姆人之后人口大增，他们之前是信仰泰族的精灵崇拜(Phii)，十七世纪控制阿萨姆地区东部的整个雅鲁藏布江一带，后改宗印度教并成为刹帝利种姓。他们最大成就是成功抵抗莫卧儿帝国向阿萨姆地区（今印度东北部）扩张，他们1671年在古瓦哈提打败来自印度的莫卧儿穆斯林。
阿洪姆王国在十八世纪后衰落，被莫卧儿帝国与缅甸攻击，最后被英国占领，最终被印度吞并。
他們與其他台語民族一樣以阪-勐為基本的社會單位。

## 宗教
阿洪姆人雖然接受印度教，但仍保持祖先崇拜。他们在結婚，節日、出生和死亡的儀式崇拜他们的祖先。他们提供大米，蔬菜，花卉，甘蔗，檳榔，雞蛋作供品。血祭(雞，鴨，豬和水牛)和自製的大米啤酒是崇拜祖先的必然要求供品。
阿洪姆人的史書菩愣記記載，他們的始祖是天神愣東（Leng Don）之子坤龍（Khun Lung）與坤萊（Khun Lai），二人受天神指派順黃金製成的梯子下凡，他們降臨的地方叫勐麗勐蘭（Mong Ri Mong Ram），這就是阿洪姆人的發源地。
阿洪姆人和许多侗台语民族一样信仰泰族的精灵崇拜，也奉行青蛙崇拜。表现为“蛙亲”形式,阿洪人称之为“贝库里碧雅”(Bhekuli Beaya)。“当天旱少雨时,人们给青蛙举办结亲活动。……年轻人四处寻找青蛙,找到以后村民们聚集在一片空旷地上,敲锣打鼓吹号唱歌,祈求雷神带来云朵。这时两只青蛙已经准备好,先找到青蛙的人被认为走好运之人。他们将已分出雌雄的两只青蛙放进两个不同的经过精心装饰笼子里,分别代表着新郎和新娘的房间,然后年轻人边唱边打鼓,又一边给青蛙沐浴,再将青蛙放进轿子,将雄蛙抬到放置雌蛙的人家里,整个过程人们不停地给青蛙浇水,伴随着人们唱着婚礼仪式上的传统民歌,再把这对青蛙抬到河边或者水塘边放生,就像真的给人办婚礼那样。之后人们大摆宴席,享用糯米饭和鸭肉,用槟榔和槟榔酒、谷子来祭拜水神,以唱山歌的方式来祈求雷神和雨神尽快播雨。
过去阿洪姆人曾盛行鸡卜，民间还保存着大量的鸡卜经，至今还有些神职人员用鸡卜的办法来求祥避凶，与“越人好鸡卜”相似。

## 住房
像泰國的農村人一樣，阿洪姆農村家庭的房子是用木頭和竹子建造的，屋頂通常是茅草。家庭的果園和犁過的田地位於他們的房子附近。房屋以分散的方式建在竹林中。通常阿洪姆人把他們的房子建在離地面約兩米的高架上(干欄式建築)。

## 飲食
食物是阿洪姆文化的重要部分之一。大多數阿洪姆人，特別是在農村地區，是非素食主義者，仍然保持著與其他泰族人相似的傳統美食。大米是主食。典型的菜餚是豬肉、雞肉、鴨肉、牛肉、青蛙、多種魚類、hukoti maas（乾腌魚混合物），某些昆蟲也是阿洪姆人的熱門食物。Luk-Lao 或 Nam-Lao（未稀釋或稀釋的米啤酒）是傳統飲料。 他們食用“Khar”（一種從燒焦的香蕉皮/樹皮的灰燼中提取的鹼性液體）、“Betgaaj”（嫩甘蔗芽）和許多其他具有藥用價值的天然草藥。然而，牛肉和豬肉一般是避免的
阿洪姆特色美食類似於泰國飲食。像泰國人一樣，阿洪姆人更喜歡幾乎沒有香料的水煮食物，直接燒魚、肉和蔬菜，如茄子、番茄等。

## 当今的阿洪姆人
阿洪姆人在历史上又称“阿萨姆人”，但他们与印度政府定义的阿萨姆人不是一回事（後者指操阿萨姆语雅利安人）。现今，由于各民族之间的通婚、傣族在印度東北部当地社会地位的下降等多种原因，大多数傣族已融合进當地其它民族中成為阿薩姆人一個分支，只剩下86.8萬的純種阿洪姆人，他們也大多接受了印度教，主要以从事农业生产为主。根据一些学者说法可能有800萬阿薩姆邦的人口人有阿洪姆人血统。
現在阿洪姆人主要生活在印度東北部阿薩姆邦的戈拉加特、乔尔哈特、西布萨加尔、迪布鲁加尔、蒂恩苏基亚、拉金普縣、德马吉和阿魯納恰爾邦的洛西特县。
他們被歸類為其他落後階層種姓類別。